# Filtre ADSL

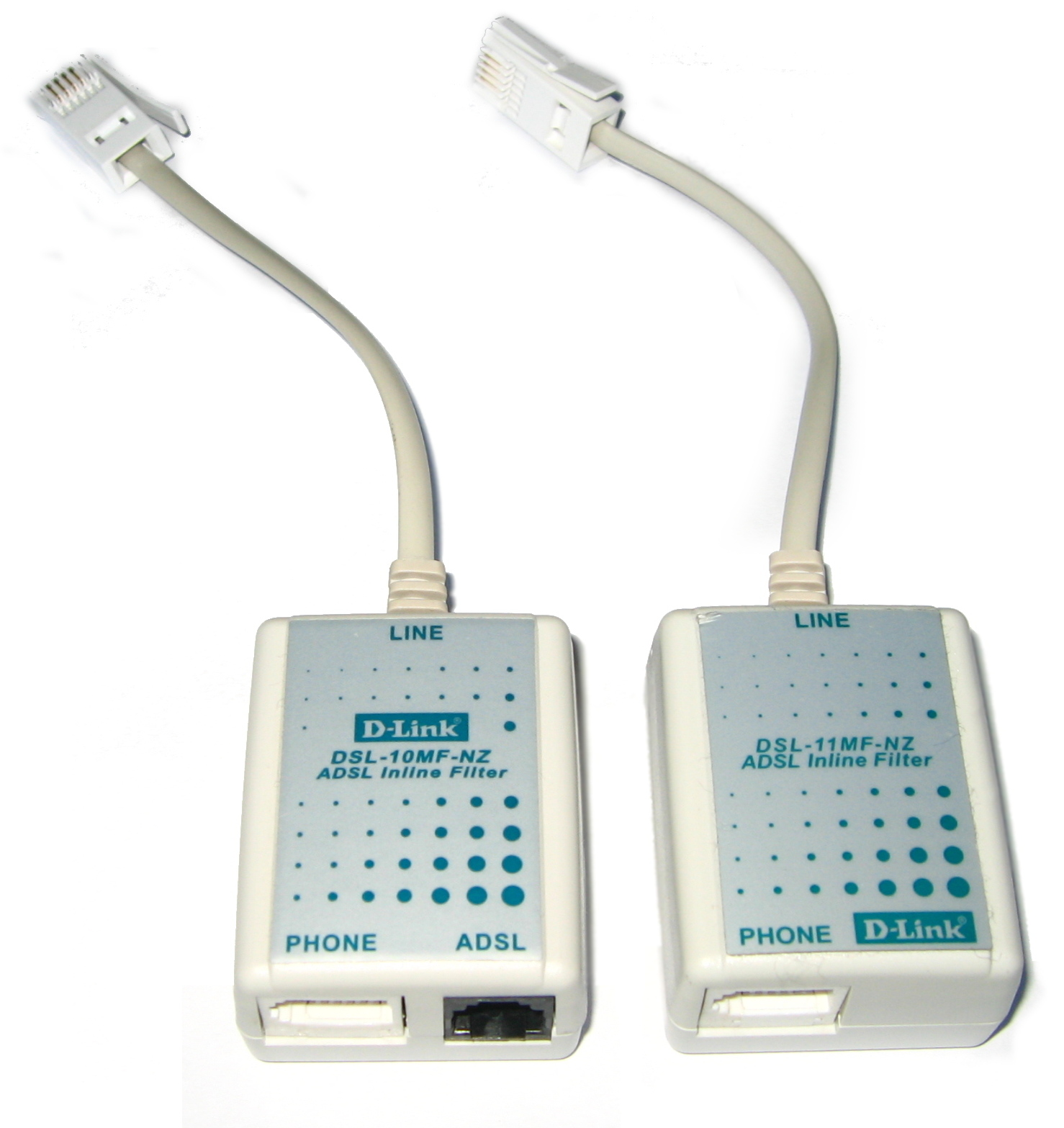
Filtre/splitter ADSL (esquerra) i filtre (dreta).

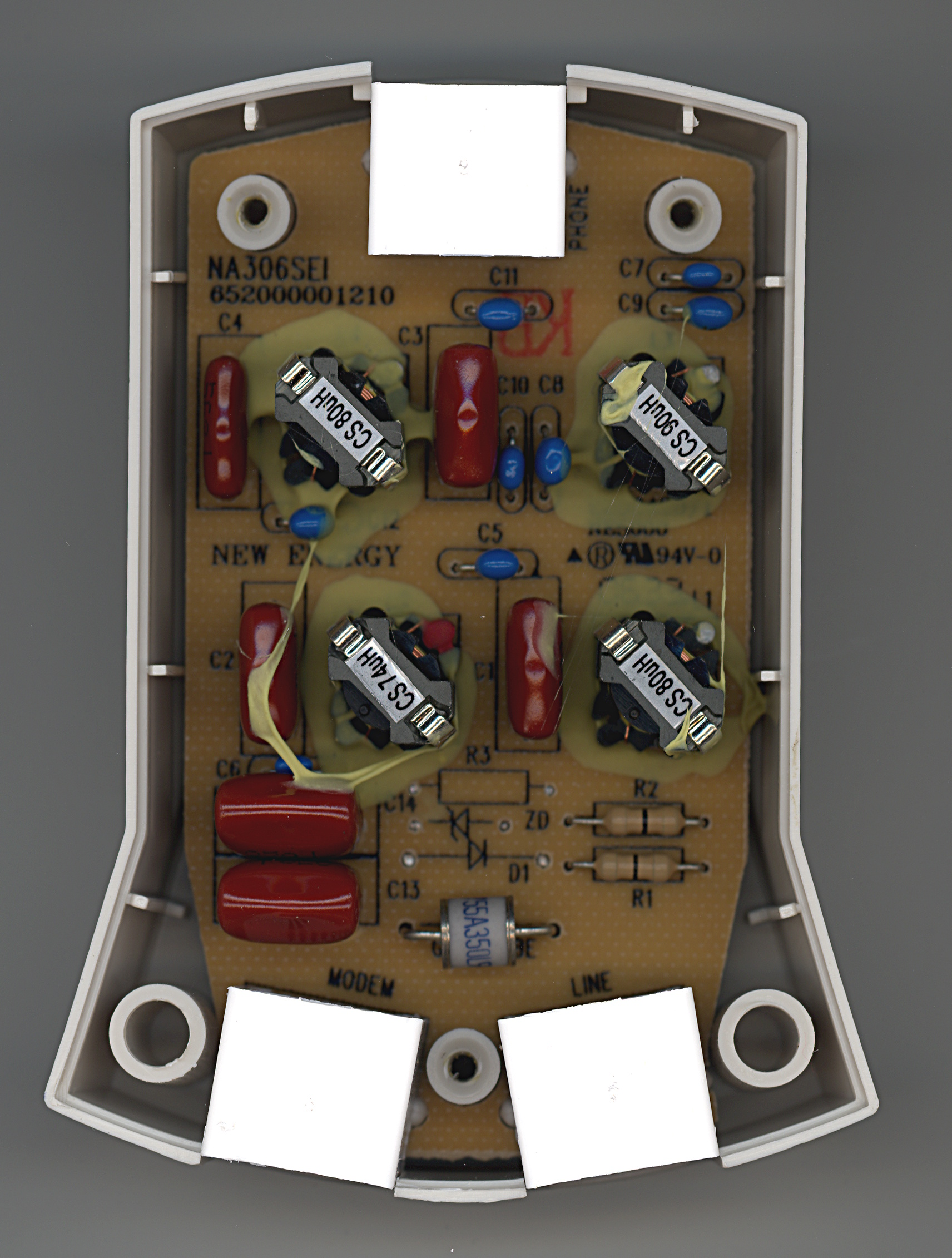
Circuit d'un filtre/splitter adsl.

Un filtre ADSL és un filtre passabaix analògic instal·lat entre dispositius analògics (com ara telèfons i mòdems analògics) i un línia telefònica POTS, usat per evitar interferències entre aquests dispositius i un servei DSL operant en la mateixa línia. Sense els filtres ADSL, els senyals o ecos dels dispositius analògics a la zona d'alta freqüència poden reduir el rendiment i produir problemes de connexió amb el servei DSL, mentre que per als dispositius analògics la zona de baixa freqüència del DSL pot produir soroll en la línia i altres problemes.
La instal·lació típica requereix la instal·lació de filtres DSL en cada telèfon, fax, mòdem analògic, i altres dispositius que utilitzin la línia telefònica, deixant el mòdem DSL com l'únic dispositiu sense filtrar.